# Roché Peak
Der Roché Peak ist ein markanter und 365 m (nach britischen Angaben 356 m) hoher Berg auf Bird Island vor der nordwestlichen Spitze Südgeorgiens. Er ist die höchste Erhebung der Insel.
Lange Jahre war der Name La Roche Strait für die heute als Bird Sound bekannte Meerenge zwischen Bird Island und Südgeorgien geläufig. Das UK Antarctic Place-Names Committee benannte den Berg 1961 so, um die ursprüngliche Benennung des Bird Sound in anderer Form zu bewahren. Namensgeber ist der englische Kaufmann Anthony de la Roché, der 1675 Südgeorgien entdeckt hatte.